# Vùng đất Oz
Vùng đất Oz hay Xứ Oz (tiếng Anh: Land of Oz) là một quốc gia thần tiên được giới thiệu lần đầu tiên trong tiểu thuyết năm 1900 dành cho trẻ em Phù thủy xứ Oz do L. Frank Baum sáng tác và minh họa bởi W. W. Denslow. Oz bao gồm bốn chư hầu rộng lớn, Quốc gia Gillikin ở phía bắc, Quốc gia Quadling ở phía nam, Quốc gia Munchkin ở phía đông và Quốc gia Winky ở phía tây. Mỗi tỉnh có một người cai trị riêng, nhưng chính vương quốc này luôn được cai trị bởi một vị quân chủ duy nhất, Công chúa Ozma.
Ban đầu, Baum không có ý định cho Phù thủy xứ Oz có bất kỳ phần tiếp theo nào, nhưng nó đã đạt được sự phổ biến lớn hơn bất kỳ truyện cổ tích nào khác mà ông sáng tác, bao gồm cả vùng đất Merryland trong tiểu thuyết Dot và Tot ở Merryland của Baum, được sáng tác năm sau đó. Do sự thành công trên toàn thế giới của Oz, Baum quyết định quay trở lại bốn năm sau khi Phù thủy xứ Oz được xuất bản.
Baum mô tả Oz là một nơi thực sự, không giống như bộ phim chuyển thể âm nhạc năm 1939 của cuốn tiểu thuyết, thể hiện nó như một giấc mơ của nhân vật chính Dorothy Gale. Theo sách của Oz, đó là một vùng đất thần tiên bị tách biệt khỏi phần còn lại của thế giới bởi Sa mạc Chết chóc.